# هاملتون هول (جامعة كولومبيا)
هاميلتون هول او قاعة هاملتون Hamilton Hall هو مبنى أكاديمي في حرم مرتفعات مورنينجسايد في جامعة كولومبيا في كوليدج ووك ( شارع 116 الغربي ) مدينة نيويورك، وهو بمثابة منزل لكلية كولومبيا. تم بناؤه في 1905-1907 وصممه شركة مكيم ميد آند وايت على الطراز الكلاسيكي الجديد. كان المبنى جزءًا من المخطط الرئيسي الأصلي للشركة للحرم الجامعي. كان المبنى هدية من جون ستيوارت كينيدي، الوصي السابق لكلية كولومبيا،  وسمي المبنى على اسم السياسي الامريكي ألكسندر هاملتون، الذي التحق بكلية كينغز، الاسم الأصلي لكولومبيا. تمثال هاميلتون الذي صممه ويليام أوردواي بارتريدج يقع خارج مدخل المبنى. هاملتون هول هو موقع المكاتب الإدارية لكلية كولومبيا.

## تاريخ المبنى
تم بناء القاعة هاميلتون الأصلية عام 1878 على طراز عمارة النهضة القوطية الحديثة وتقع في شارع ماديسون بين الشارعين 49 و50 في الحرم الجامعي السابق للكلية في وسط المدينة. كان ارتفاعه خمسة طوابق وكان له برج متقن في زاويته الشمالية الغربية.   تم بيع ممتلكات الحرم الجامعي السابق في وسط المدينة بجامعة كولومبيا في عام 1898  تم نقل مدرسة بيركلي من شارع "وسيت 44" لتحتل النصف الجنوبي من هاميلتون هول، حيث بقيت حتى عام 1902 عندما تم بيع العقار ونقل المدرسة إلى موقع جديد في الجانب الغربي العلوي.    
عندما أصبحت كولومبيا جامعة وانتقلت إلى مرتفعات مورنينجسايد في التسعينيات من القرن التاسع عشر، لم تكن هناك في الأصل خطط للمنطقة الواقعة جنوب شارع 116، حيث تقع قاعة هاملتون الآن، أو لأي مرافق مخصصة للكلية الجامعية. ومع ذلك، ثابر المدافعون عن الكلية وتم وضع حجر الأساس لقاعة هاميلتون الجديدة في عام 1905. تم تصميم المبنى من قبل شركة مكيم ميد آند وايت على طراز العمارة الكلاسيكية الجديدة، بما يتوافق مع بقية الحرم الجامعي.   تم الانتهاء منه في عام 1907. 
خضعت القاعة لتجديدات واسعة النطاق من أجل استعادة العديد من تفاصيلها التاريخية. تم تركيب نافذتين من الزجاج الملون تصوران سوفوكليس (أحد أعظم ثلاثة كتاب تراجيديا إغريقي) و الشاعر الروماني فيرجيل، هدايا من فصلي 1885 و1891، على التوالي، في ردهة هاملتون هول في عام 2003، بعد أن بقيت في المخزن لمدة 60 عام تقريبا. يضم المبنى العديد من فصول المنهج الأساسي لكلية كولومبيا.

## الاحتجاجات في المبنى
بداية من النصف الأخير من القرن العشرين، تم الاستيلاء على هاملتون هول عدة مرات أثناء النشاط الطلابي في الجامعة، أول تلم الاحتجاجات خلال احتجاجات أبريل 1968. في سياق هذا الاحتجاج، تحصنت مجموعة متعددة الأعراق في البداية داخل المبنى، وسجنوا القائم بأعمال العميد هنري س. كولمان في مكتبه. أعاد الطلاب السود تسمية المبنى إلى "كلية التحرير مالكولم إكس " وطلبوا في النهاية من الطلاب البيض المغادرة،  مما دفع الأخير إلى الاستيلاء على العديد من مباني الجامعة الأخرى. بعد النهاية العنيفة لأنشطة أبريل، كانت هاميلتون هي القاعة الأكثر تطهيرًا سلميًا ولكن تم إعادة السيطرة عليها ضمن الاحتجاجات لفترة وجيزة في مايو 1968 
كان المبنى آنذاك موقعًا لإضراب طلابي كبير عام 1985 وحواجز للمطالبة بسحب استثمارات الجامعة من جنوب إفريقيا، التي كانت تخضع لنظام الفصل العنصري في ذلك الوقت، بالإضافة إلى دروس الدراسات العرقية في الجامعة. خلال إضراب عام 1985، تم تغيير اسم المبنى إلى "قاعة مانديلا " من قبل الطلاب المحتلين.  

### احتجاجات 2024

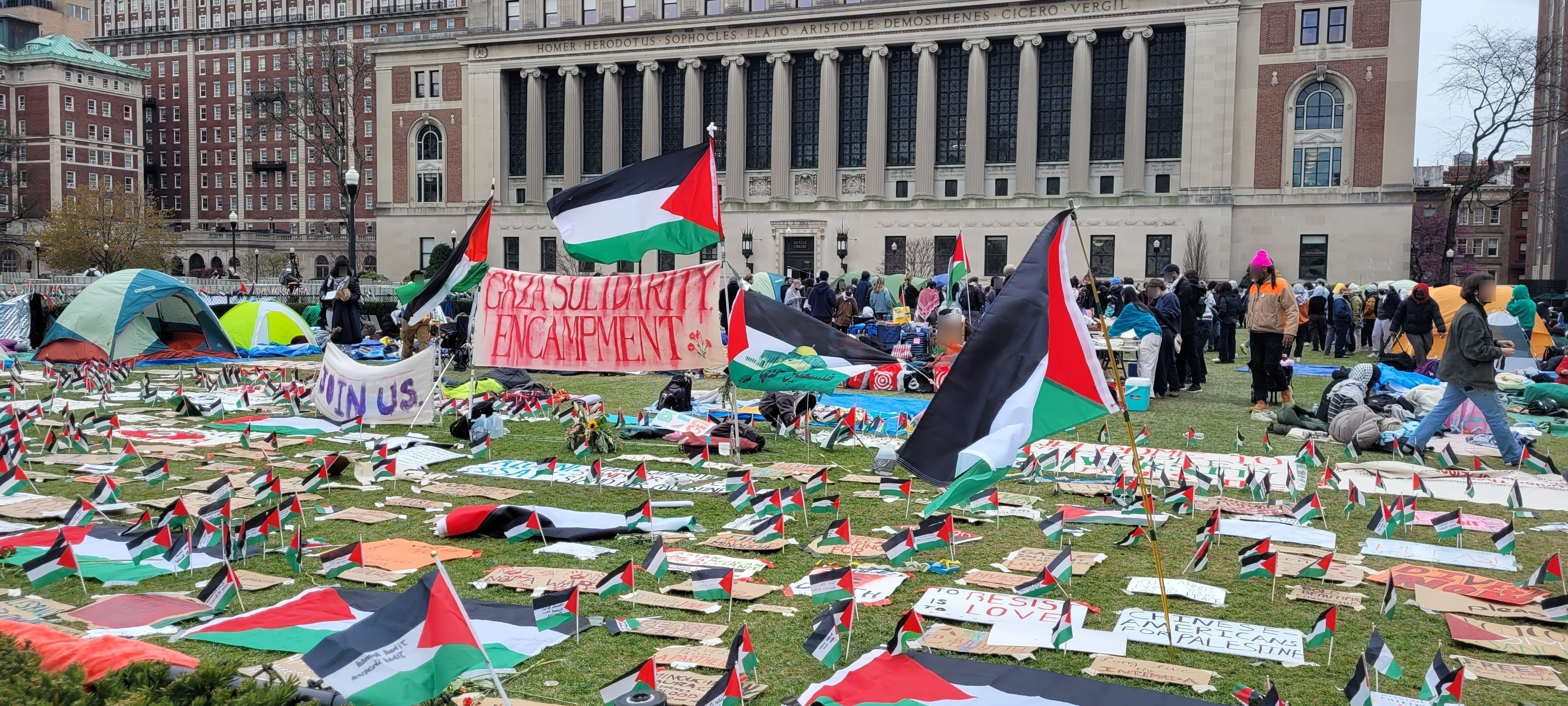
مشهد لمخيم الحرم الجامعي المعاد إقامته في 21 أبريل 2024، بعد عدة أيام من اعتقال شرطة نيويورك للطلاب وإزالة مخيم الاحتجاج الأول.

في أبريل 2024، سيطر على القاعة مجموعة من الطلاب والموظفين والخريجين والحلفاء غير المنتمين إلى المدرسة والذين كانوا يشاركون في خيمة احتجاج على الاجتياح الإسرائيلي لقطاع غزة.   ورفع المتظاهرون لافتة كبيرة وأعادوا تسمية المبنى إلى "قاعة هند" في إشارة إلى الطفلة هند رجب، وهي فتاة فلسطينية تبلغ من العمر ست سنوات قتلتها قوات الدفاع الإسرائيلية.   تم إخلاء القاعة بالقوة من قبل شرطة نيويورك مساء يوم 30 أبريل 2024.  أصدر الموسيقار الأمريكي ماكليمور أغنية احتجاجية مناهضة للحرب بعنوان " قاعة هند " في إشارة إلى الطفل المقتول واحتلال القاعة. 

## معرض الصور

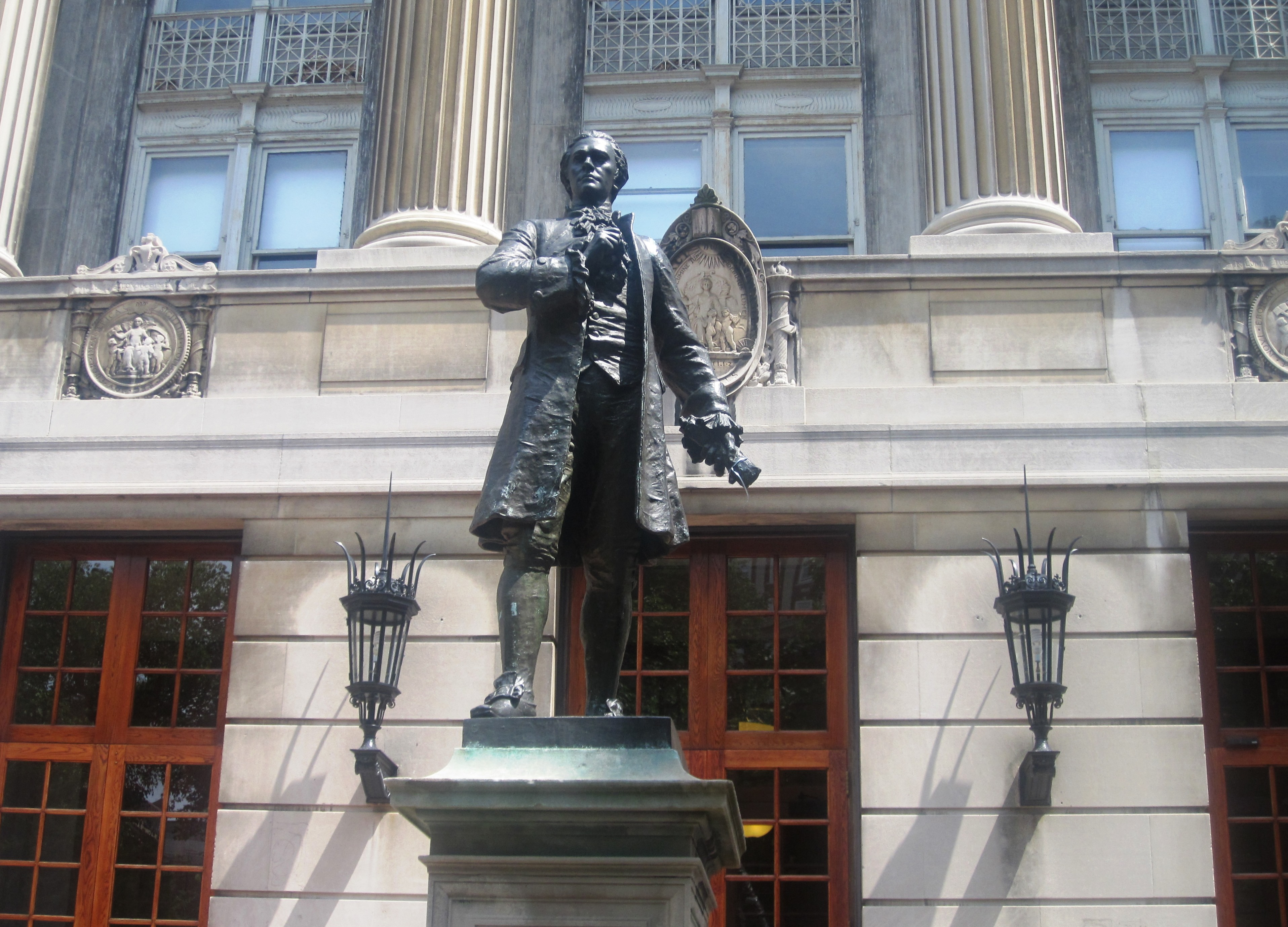
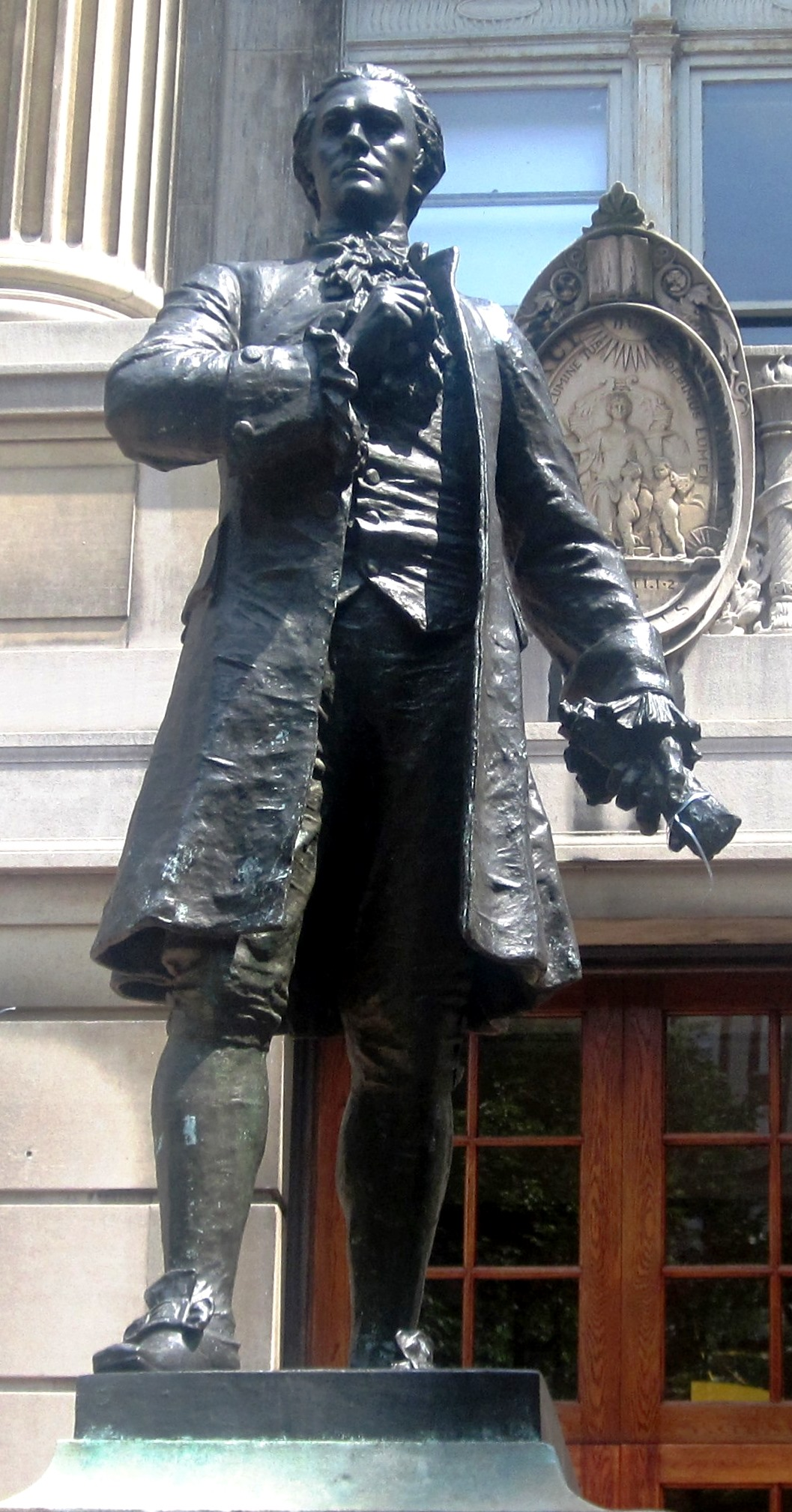
تمثال هاملتون للفنان ويليام أوردواي بارتريدج (1908)
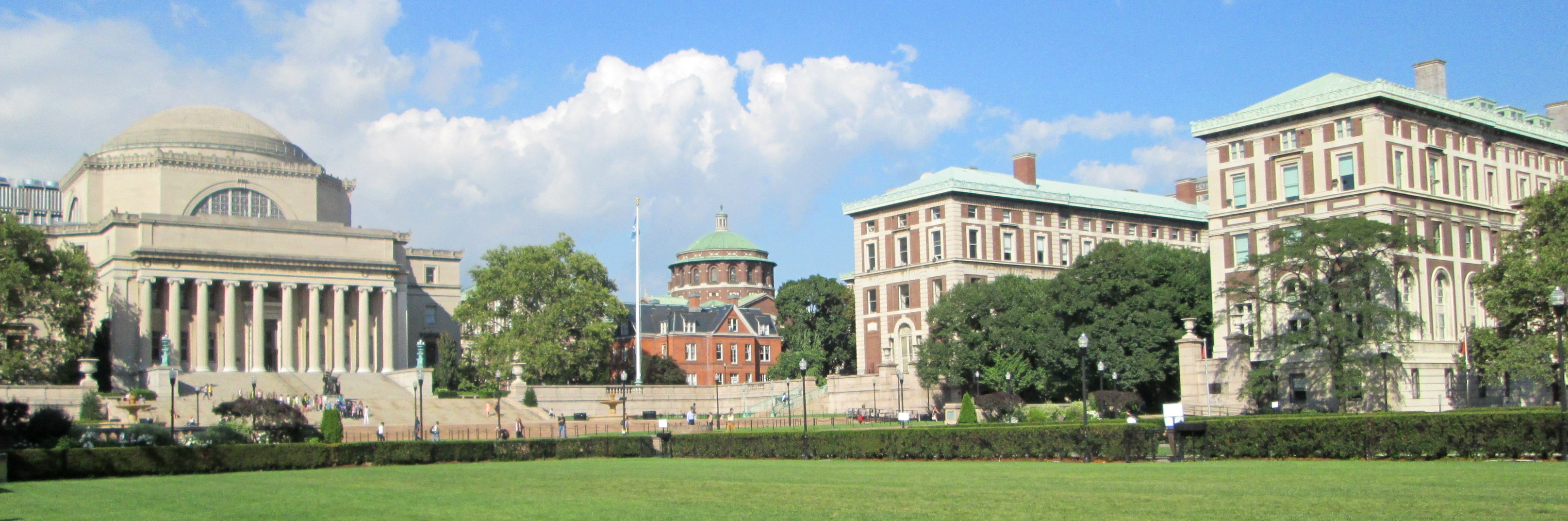
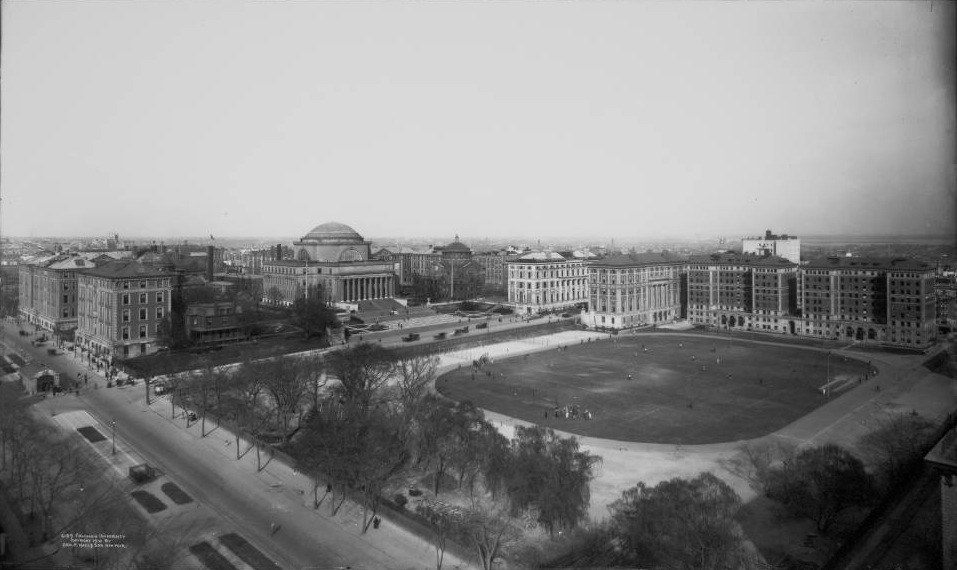
هاملتون هول 1910
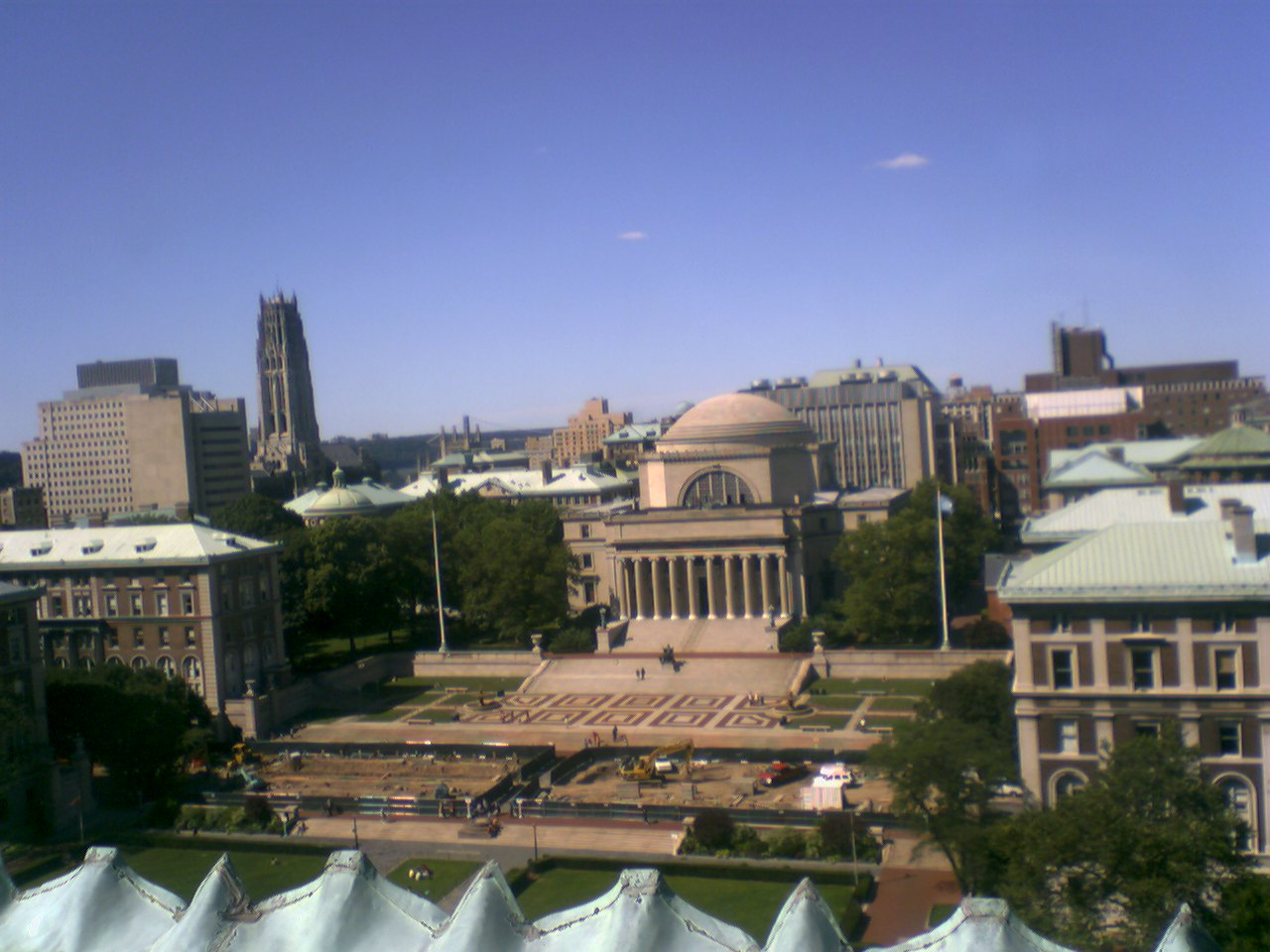
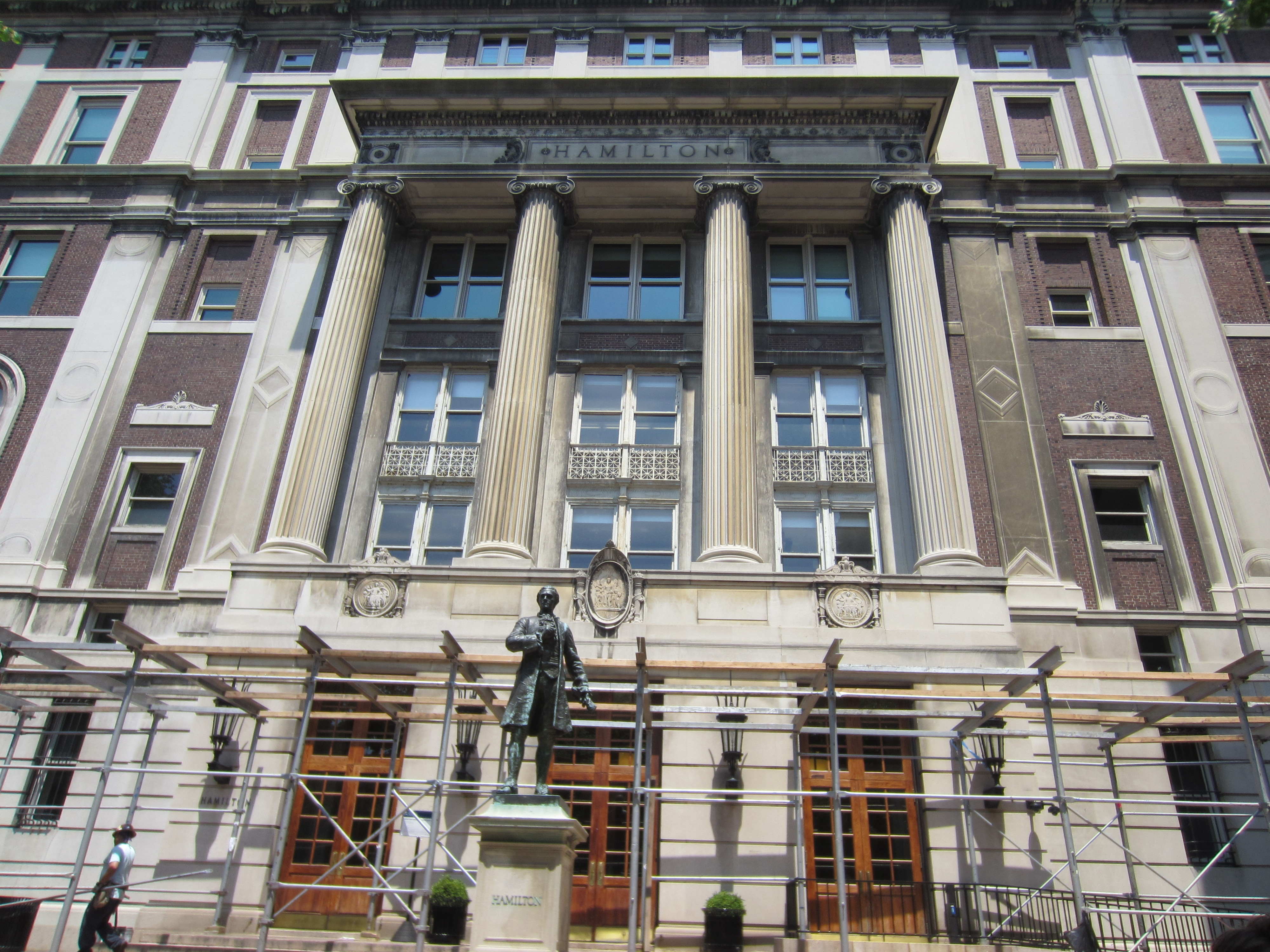
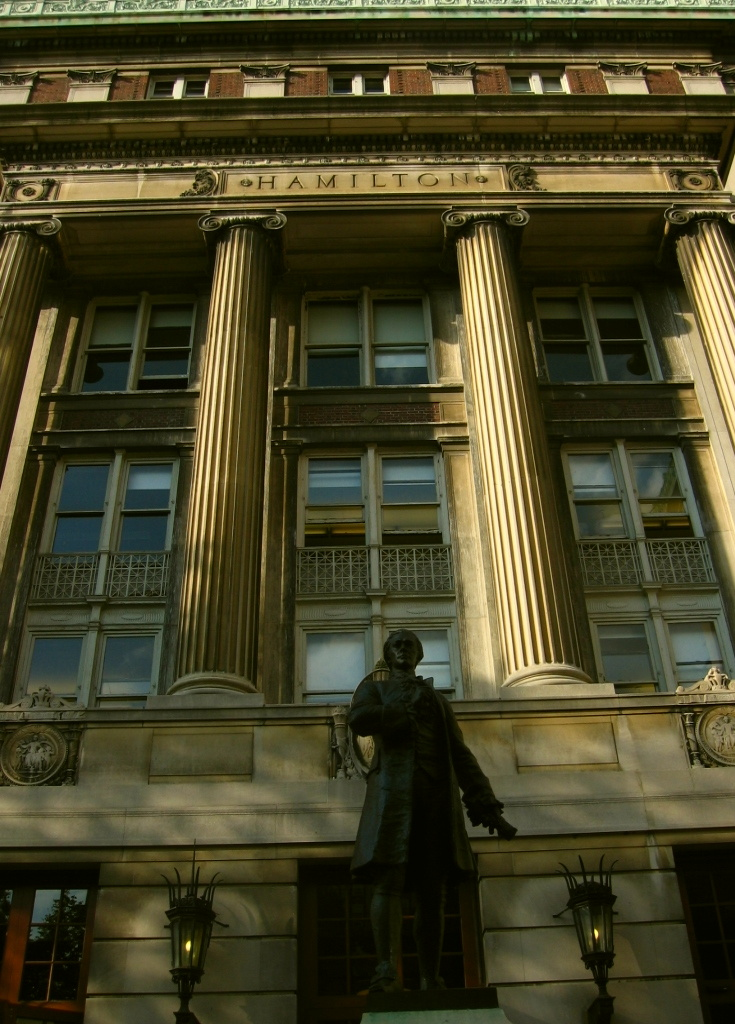